# Archon apollinaris
Archon apollinaris là một loài bướm thuộc họ Bướm phượng. Nó được tìm thấy ở Armenia, Bulgaria, Hy Lạp, Iran, Iraq, Israel, Jordan, Liban, România, Syria, và Thổ Nhĩ Kỳ.